# Michael Stanley Whittingham
Michael Stanley Whittingham (* 22. prosince 1941 Nottingham) je anglicko-americký chemik. V roce 2019 dostal Nobelovu cenu za chemii, a to za „vývoj lithium-iontových baterií“. V současnosti je profesorem na Binghamton University. Vystudoval chemii na Oxfordské univerzitě, magisterský titul získal v roce 1967. Postgraduální studium absolvoval na Stanfordově univerzitě. Poté 16 let pracoval pro firmu Exxon, další čtyři roky pro petrochemickou společnost Schlumberger. Poté nastoupil na Binghamton University. Whittingham vyvinul v 70. letech první funkční lithiovou baterii vůbec.